# Kanton Trégueux
Der Kanton Trégueux (bretonisch Kanton Tregaeg) ist seit 2015 ein französischer Kanton im Arrondissement Saint-Brieuc, im Département Côtes-d’Armor und in der Region Bretagne; sein Hauptort ist Trégueux.

## Geschichte
Der Kanton entstand mit der Neuordnung der Kantone in Frankreich im Jahr 2015. Er ist der Nachfolger des Kantons Langueux mit identischen Gemeinden, aber neuem Hauptort.

## Lage
Der Kanton liegt im Norden des Départements Côtes-d’Armor.

## Gemeinden
Der Kanton besteht aus vier Gemeinden mit insgesamt 25.693 Einwohnern (Stand: 1. Januar 2022) auf einer Gesamtfläche von 65,87 km²:
| Gemeinde        | Bretonisch | Einwohner (2022) | Fläche (km²) | Code postal | Code Insee |
| --------------- | ---------- | ---------------- | ------------ | ----------- | ---------- |
| Hillion         | Hilion     | 4.304            | 24,76        | 22120       | 22081      |
| Langueux        | Langaeg    | 7.947            | 9,10         | 22360       | 22106      |
| Trégueux        | Tregaeg    | 8.462            | 14,57        | 22950       | 22360      |
| Yffiniac        | Ilfinieg   | 4.980            | 17,44        | 22120       | 22389      |
| Kanton Trégueux | Tregaeg    | 25.693           | 65,87        | -           | 2226       |

## Politik
Im 1. Wahlgang am 22. März 2015 erreichte keines der vier Wahlpaare die absolute Mehrheit. Bei der Stichwahl am 29. März 2015 gewann das Gespann Sylvie Guignard (UDI) / Fernand Robert (Union de la droite) gegen Christine Gacel / Bertrand Le Beau (beide PS) mit einem Stimmenanteil von 51,17 % (Wahlbeteiligung:54,64 %).
| Vertreter im conseil général des Départements | Vertreter im conseil général des Départements | Vertreter im conseil général des Départements |
| Amtszeit                                      | Name                                          | Partei                                        |
| --------------------------------------------- | --------------------------------------------- | --------------------------------------------- |
| 2015–                                         | Sylvie Guignard Fernand Robert                | UDI Union de la droite                        |